# Nem nướng
Le nem nướng (littéralement « saucisse grillée »), est une saucisse de porc grillée vietnamienne ou une boulette de viande grillée, aliment vietnamien populaire, parfois servi comme apéritif ou en entrée, plus rarement comme plat principal avec comme accompagnement des nouilles ou du riz. Le nem nướng est une spécialité de la province de Khánh Hòa (Nha Trang) au Viêt Nam.

## Préparation
Le nem nướng est fait de porc haché, assez gras. La viande est généralement aromatisée d'échalotes hachées, d'ail écrasé, de sauce de poisson, de sucre et de poivre noir,.
Après avoir été malaxée, elle est constituée sous forme de saucisses ou de boulettes de viande, puis grillée ou cuite au four,.

## Description
Le nem nướng peut être consommé seul comme apéritif ou collation et trempé dans du nước chấm, ou avec une sauce aux arachides. Le nước chấm est une sauce de poisson diluée avec de l'eau et aromatisée avec du sucre, du jus de lime, de l'ail cru haché, du piment frais (piment thaï), du poivre de Cayenne et parfois du vinaigre de riz. La sauce aux arachides est faite de beurre d'arachide et de sauce hoisin, aromatisée à la sauce de poisson et à l'ail écrasé, garnie d'arachides rôties écrasées. Il est servi avec des légumes frais comme de la laitue, des légumes marinés en julienne tels que les carottes et les radis blancs et des herbes fraîches comme de la menthe et du basilic.
Le nem nướng peut être servi comme plat principal avec des nouilles de riz, de galettes de riz ou simplement avec du riz blanc.

## Source de la traduction
- (en) Cet article est partiellement ou en totalité issu de l’article de Wikipédia en anglais intitulé « Nem nướng » (voir la liste des auteurs).